# Klaus Knothe
Klaus Knothe (* 17. Januar 1937 in Breslau; † 8. April 2021 in Berlin) war ein deutscher Bauingenieur. Er war bis zu seiner Emeritierung 2002 Hochschullehrer an der TU-Berlin im Fachgebiet Konstruktionsberechnung.

## Studium
Klaus Knothe floh mit seiner Mutter aus der von den Nationalsozialisten zur Festung erklärten Stadt Breslau Anfang 1945 nach Weißdorf in Oberfranken, das ihm zur zweiten Heimat wurde, besuchte in Münchberg die Oberrealschule und legte dort 1956 das Abitur ab. Danach studierte er bis 1963 an den Technischen Hochschulen München und Darmstadt zunächst Bauingenieurwesen und dann auf Anraten von Curt Schmieden (1905–1991), Mathematik. Aufgrund seines Vorexamens wurde er in die Studienstiftung des deutschen Volkes aufgenommen. An der TH Darmstadt prägten ihn besonders der Mathematiker Curt Schmieden, der Mechaniker Karl Marguerre (1905–1979) sowie der Statiker und Stahlbauer Kurt Klöppel (1901–1985). Klaus Knothe schloss sein Studium 1963 als Diplomingenieur, Fachrichtung Mathematik, ab – wie auch Ernst Giencke (1925–2007) und Erwin Stein (1931–2018) zuvor. Noch im selben Jahr publizierte er die gekürzte Fassung seiner von Klöppel betreuten Diplomarbeit in der Zeitschrift Stahlbau. Trotz eines Angebotes von Klöppel entschloss er sich, als Assistent für Mechanik und Konstruktionsberechnung bei Professor Ernst Giencke tätig zu werden, der 1963 die TH Darmstadt verließ, um eine Professur an der TU Berlin wahrzunehmen.

## Forschung und Lehre
In seiner 1967 abgeschlossenen Promotion befasste sich Knothe mit einem Thema aus dem Gebiet der Methode der finiten Elemente, einem Gebiet, das sich später zum Herzstück der Computational Mechanics (computergestützten Berechnungsverfahren) entwickelte und sich danach weitere Anwendungsgebiete erobern sollte, die von Feldproblemen beherrscht werden. Seine Dissertation knüpfte an Überlegungen Hermann Schaefers (1907–1969) von der TH Braunschweig an, der sich mit Spannungsfunktionen für Platten beschäftigt hatte. In seiner Habilitation im Jahr 1969 analysierte Knothe das strukturdynamische Verhalten von Rahmentragwerken. Anschließend war er als Professor zunächst in der Fakultät Maschinenbau, später im Fachbereich Verkehrswesen und Angewandte Mechanik an der TU Berlin tätig. Der Schwerpunkt in der Lehre lag hierbei auf den Gebieten Konstruktionsberechnung, Methode der finiten Elemente (FEM), Flächentragwerke, Schwingungsberechnung elastischer Kontinua und Schienenfahrzeugdynamik, der Schwerpunkt in der Forschung auf den Gebieten FEM, Schienenfahrzeugdynamik, Kontaktmechanik und Gleisdynamik. Prägend war für Klaus Knothe die Zusammenarbeit mit Robert Gasch. So veröffentlichten beide ein zweibändiges Werk über Strukturdynamik, das mit Robert Liebich als weiteren Autor in zweiter, neu bearbeiteter Auflage zu einem Band zusammengefasst und im Juni 2012 erschien. Von seinen Büchern dürfte den Ingenieuren die mit Heribert Wessels 1991 in erster Auflage publizierte Einführung in die Methode der finiten Elemente am bekanntesten sein, die 2017 als fünfte, erweiterte Auflage erschien und im deutschsprachigen Raum das führende Lehrbuch auf diesem Gebiet ist.
Bei der Etablierung und Verankerung der modernen eisenbahntechnischen Forschung in der Bundesrepublik spielten Knothe und seine Mitarbeiter eine maßgebliche Rolle. 2001 veröffentlichte er seine Gleisdynamik und 2003 mit Sebastian Stichel das Standardwerk Schienenfahrzeugdynamik von der 2017 eine englischsprachige Fassung erschien. In der über 260 Titel zählenden Publikationsliste Knothes überwiegen dementsprechend Arbeiten über eisenbahntechnische Probleme.
Schon vor seinem Ruhestand im April 2002 befasste sich Knothe mit wissenschafts- und technikhistorischen Fragen. Anstoß war im Rahmen seiner Dissertation die Beschäftigung mit allgemeinen Variationsprinzipien. Die Variationsprinzipien vom Extremum der potentiellen Energie und vom Extremum der Formänderungsenergie sind die Grundlage für Deformationsmethode und Kraftgrößenverfahren. Die Verallgemeinerung beider Prinzipien wird üblicherweise Eric Reissner (1913–1996) zugeschrieben. Dass dieses verallgemeinerte Variationsprinzip aber schon von Ernst Hellinger (1883–1950) und Georg Prange (1885–1941) formuliert wurde, ist weitgehend in Vergessenheit geraten, vor allem, weil die Prangesche Arbeit nie erschienen und praktisch nicht mehr zugänglich war. 1999 gab Knothe die Arbeit von Prange heraus, die Erstveröffentlichung dieser für die Geschichte der Variationsrechnung bahnbrechenden Arbeit, von der zu diesem Zeitpunkt nur noch zwei Kopien einer maschinenschriftlichen Fassung existierten. Diese wissenschaftshistorischen Arbeiten Knothes flossen in die Monografie über Karl-Eugen Kurrers Geschichte der Baustatik ein.
Auf Anregung von Professor Ladislav Frýba (TH Prag), befasste sich Knothe mit dem Leben und Werk Emil Winklers (1835–1888), den Knothe als seinen „wissenschaftlichen Urgroßvater“ betrachtet. Er legte eine umfassende Bibliographie und die Herausgabe des heute noch existierenden Briefwechsels mit dem Mathematiker Wilhelm Fiedler (1832–1912) vor.
In jüngster Zeit wandte sich Knothe der Historie seiner zweiten Heimat zu. So arbeitet er historische Vorgänge im hochfränkischen Raum, zwischen Bayreuth, Kulmbach und Hof, auf. Literatur aus der Barockzeit, die fast schon als Trivialliteratur anzusprechen ist, kommt hierbei genauso zur Geltung wie Texte aus dem Gebiet der Volksmedizin und des Aberglaubens. Die Ingenieurwissenschaften rücken dabei nicht völlig in den Hintergrund, treten aber in Form von Übersichtsarbeiten immer wieder in Erscheinung.
Aus Anlass der Vollendung seines 75. Lebensjahres erschien in der Zeitschrift „Stahlbau“ eine Würdigung seines wissenschaftlichen Schaffens.